# Henri Dimier
Pour les articles homonymes, voir Dimier.
Henri Dimier, né à Valenciennes le 30 octobre 1899 et mort à Eaubonne le 12 décembre 1986, est un peintre et dessinateur français.

## Biographie
Henri Dimier naît le 30 octobre 1899 à Valenciennes. 
Son père est l'historien Louis Dimier. Sa mère est Henriette Louise Marie Barbeau. En 1902, il arrive à Paris. Il y fait ses études au lycée Louis le Grand et en 1919 entre à l'École nationale supérieure des beaux-arts, où il étudie durant une année. Il fréquente ensuite le milieu des Ballets russes, Jean Cocteau et certains de ses amis. Dans ses mémoires Être et avoir été, le compositeur Igor Markevitch évoquera ses relations intellectuelles et amicales avec Dimier dans les années 1930.
Après la Seconde Guerre mondiale, où il combat dans l'armée du général Leclerc, Dimier reprend son travail de peintre et mène « une vie quasi ascétique » dans son atelier du 17, rue des Filles-du-Calvaire, dans le 3e arrondissement de Paris, où il vit depuis 1935. Selon les Nouvelles de l'estampe, il crée à partir de cette année là un « univers personnel teinté de rêverie, peuplé de figures fantastiques et de mystérieuses constellations ». Cette vie fut marquée par diverses amitiés qui comptèrent beaucoup pour lui, notamment avec les peintres Maurice Baskine, Claude Domec, Grégoire Michonze, le sculpteur Anton Prinner, le graveur Lars Bo. Il s’intéresse beaucoup aussi à un artiste plus jeune, Sébastien Hadengue, qui est l'un de ses élèves et sur lequel il écrira un texte élogieux.
Après avoir dessiné et peint des personnages, aux crayons de couleurs ou aux pastels, Dimier dessine des formes à mi-chemin de l'abstraction et de la figuration, dans lesquelles pourraient se deviner les influences de Paul Klee ou de Joan Miró. Dans les vingt dernières années de sa vie, il peint des formes étranges et des silhouettes « sur une préparation précieuse de la toile, selon des recettes qui lui sont personnelles, ressemblant à quelque pierre marbrière rare » à dominante tantôt rose, tantôt verte ou fauve. L'une des caractéristiques de sa manière est qu'il peint à l'émulsion et fabrique ses couleurs à partir de pigments qu'il broie lui-même et dont il a donné la liste détaillée. De 1983 à 1986, il fait de nombreux dessins en noir, le plus souvent sur papier kraft, qu'il regroupe sous l'appellation de « Borborygmes ». Le peintre et écrivain d'art Jacques Busse les décrira comme « des signes, disséminés sur le papier ou la toile, se répandant en courbes capricieuses, à la manière de chaînes de chromosomes et comme tendant à devenir lettres, idéogrammes ou calligrammes » ; Gaëlle Rageot-Deshayes y voit, quant à elle, des « entrelacs mouvants, tout en pleins et déliés ». Plus de cent dessins d'Henri Dimier sont conservés au musée d'Art moderne et d'Art contemporain de Nice (Mamac), et 219 de ses œuvres au musée Sainte-Croix des Sables-d'Olonne (MASC).

## Expositions individuelles
- « Henri Dimier, peintures et dessins », galerie Fürstenberg et galerie « Le Sillon », rue Jean-Mermoz, Paris, 1960.
- « Henri Dimier, tableaux et dessins », galerie Jacques Desbrière, rue Guénégaud, Paris, 1967.
- « Henri Dimier », musée de l’abbaye Sainte-Croix, Les Sables-d'Olonne, 1973.
- « Henri Dimier », galerie des Ponchettes, Nice, 1984.
- « Hommage à Henri Dimier », galerie Jean-Max Tassel, quai Voltaire, Paris, 1987.
- « Henri Dimier », galerie Weiller, rue Gît-le-Cœur, Paris, 1994.
- « Henri Dimier », château de Chambéry et galerie Weiller, Paris, 1996.
- « Henri Dimier : la part du hasard », musée de l’Abbaye Sainte-Croix, Les Sables d’Olonne, 2010.

### Filmographie
- La Part du hasard. Henri Dimier, film documentaire réalisé par Patrick Bokanowski, 52’, coproduction INA et ministère de la Culture, 1984. Ce documentaire a obtenu le 1er prix au Festival international du film d’art de Montréal en 1985. DVD KIRA BM *Films et Re:Voir Video, 2008 (cf. « La Part du hasard », Le Monde.fr,‎ 1er septembre 1984 (lire en ligne, consulté le 9 janvier 2024)).